# Bersac-sur-Rivalier
Bersac-sur-Rivalier (tiếng Occitan: Barçac) là một xã của tỉnh Haute-Vienne, thuộc vùng Nouvelle-Aquitaine, miền trung nước Pháp.